# Ragnar Axelsson
Pour les articles homonymes, voir Axelsson.
Ragnar Guðni Axelsson (né le 6 mars 1958), également connu sous le nom de RAX, est un photographe islandais. Il a été photographe du personnel de Morgunblaðið de 1974 à 2020,. Ragnar a réalisé des travaux et des reportages pour diverses agences et magazines, tournant en Islande, aux îles Féroé, au Groenland, en Indonésie, en Scandinavie et en Sibérie.

## Biographie
Ragnar voyage dans l'Arctique depuis près de trois décennies. Ses images lui ont valu une reconnaissance en tant que photographe documentaire. Il a fait publier des photographies et des essais illustrés dans Life, National Geographic Magazine, Le Figaro, Stern, La Vanguardia, Time et ailleurs.
Le livre de Ragnar Andlit Norðursins (2004 ; édition anglaise Faces of the North 2005) est une collection de ses photographies en noir et blanc de modes de vie en voie de disparition en Islande, aux îles Féroé et au Groenland prises sur une période de quinze ans. Son livre le plus récent, Last Days of the Arctic (2010), a été acclamé par la critique, avec de multiples reportages photo dans le New York Times et des expositions plus récemment en Islande et en Irlande. En tant que "livre de photographie de l'année", le (London) Times a décrit son travail comme « remarquable », « beau » et « un cadeau pour les yeux, l'esprit et le cœur ».[réf. nécessaire] Cet ensemble de travaux présente un enregistrement unique de la vie quotidienne et de la culture de certaines des communautés les plus reculées du monde et du crépuscule de leur société.
En 2011, Ragnar a écrit une introduction à l'Islande, un journal des nocturnes, une monographie photographique du photographe écossais Bruce Percy.
En 2020, sa série Artic Heroes est dans la présélection du prix Leica Oskar-Barnack.

## Livres
- (en) The Golden Circle, Photographies de Páll Stefánsson, Ragnar Axelsson et Mats Wibe-Lund. Reykjavík : Revue de l'Islande, 1989.
- (en + is) Reykjavík. Reykjavik : Hagall, vers 1991. Un livre en couleur.
- (en) Faces and figures: Contemporary Scandinavian photography, New York: American Scandinavian Foundation, 2001. Catalogue d'une exposition tenue à Scandinavia House, The Nordic Center in America, avril – juillet 2001, et ailleurs.
- (is) Ólafsson, Guðmundur Páll. Um víðerni Snæfells, Reykjavik : Mal og menning, 2003  (ISBN 9979-3-2421-X) Ce livre, dont le titre se traduit par "À travers l'immensité près de Snæfell" (c'est-à-dire le volcan Snæfell au nord-est de Vatnajökull ), documente une zone submergée à cause de la centrale hydroélectrique de Kárahnjúkar, et contient des photographies de Ragnar ainsi que de Friðþjófur Helgason et Jóhann Ísberg.
- (is) Andlit Norðursins : Ísland, Færeyjar, Grænland, Reykjavik : Mal og menning, 2004  (ISBN 9979-3-2561-5) Diverses traductions sont également apparues :
  - (en) Faces of the North: Iceland, Faroe Islands, Greenland, Reykjavik : Mal og menning, 2005.
  - Visages du Nord : Islande, Féroé, Groenland, Reykjavik : Mal og menning, 2005.
  - (de) Die Seele des Nordens. Île, Färöer, Grönland, Reykjavik : Mal og menning, 2005.
- (is)Veiðimenn norðursins, photographies de Ragnar Axelsson, texte de Mark Nuttall. Reykjavik : Crymogea, 2010.
- (en) Last Days of the Arctic, photographies de Ragnar Axelsson, texte de Mark Nuttall. Londres : Polarworld, 2010 ; Reykjavik : Crymogea, 2010. (ISBN 978-0-9555255-2-0). Version anglaise de Veiðimenn norðursins.
  - (en) Visages du Nord : Islande, îles Féroé, Groenland. Reykjavík : Crymogea, 2016.
- (en) Glacier, photographies de de Ragnar Axelsson, texte de Ragnar Axelsson. Préface de l'artiste Olafur Eliasson. Reykjavik : Qerndu, 2018. Version anglaise de Jökull
- (en) Arctic Heroes, photographies de Ragnar Axelsson, texte de Ragnar Axelsson. Kehrer Verlag, Allemagne. Qerndu, 2018. Version anglaise de Hetjur norðurslóða

## Récompenses
- Les prix annuels des photojournalistes islandais : plus de vingt prix, dont celui de photographe de l'année (quatre fois) et d'histoire documentaire de l'année (six fois) [1]
- Prix Oskar-Barnack (Leica), 2001. Mention honorable [7]
- Festival International de la Photo de Mer, Vannes, Grand Prix[8].

## Des expositions
En plus de nombreuses expositions collectives en Islande :
- Le musée municipal de Reykjavik, 1990[1].
- "Tender is the North, arts visuels de Scandinavie", Barbican Arts Centre, Londres, 1992[1].
- Visa pour l'image : Festival international du photojournalisme, Perpignan, 2000 ; examen préalable du projet de l'Atlantique Nord[1].
- Rencontres de la photographie d'Arles, 2001[1].
- "Visages et figures: photographie scandinave contemporaine". Maison scandinave, New York, 2001. Musée d'art Haggerty, Milwaukee, 2002[9].
- "Un Mondo ai Confini del Mondo". ClicArt, Collection Museo Zucchi, Milan, 2002[10].
- Festival della Val d'Orcia, Italie, 2003.
- Festival International de la Photo de Mer, Vannes, France, 2003[1].
- Galerie Argus fotokunst, Berlin, Allemagne, 2004 [1]
- Musée Altonaer (Norddeutsches Landesmuseum), Hambourg, Allemagne, 2004 [1]
- Fnac Italie 2, Paris, 2004[11].
- Niedersächsischen Staats- und Universitätsbibliothek Göttingen, 2004[12].
- Alfred-Ehrhardt-Stiftung, Allemagne 2005.
- "Visages du Nord". Austurvellir, Reykjavik.
- Paris Photo 2005, Louvre, Paris[13].
- Musée de la Cohue, Vannes, 2007[13].
- Fnac, Milan, 2007 [14]
- Galerie Argus fotokunst, Berlin, Allemagne, 2008.
- The Athy Heritage Centre-Museum and 10th Anniversary Shackleton School, Irlande, 2010[15].
- Ásmundarsalur, Reykjavík, Islande, 2018.
- Musée d'art de Reykjavik, Reykjavík, Islande, 2021.
- Kunstfoyer Versicherungskammer Kulturstiftung, Munich, Allemagne, 2022